# Jonesville (Califòrnia)
Jonesville és una comunitat no incorporada al comtat de Butte, Califòrnia. Es troba a Jones Creek a 5 milles (8.0 km) a l'est-nord-est de Butte Meadows, a una altitud de 5.049 peus (1.539 m).